# Dombay János
Dombay János (Veszprém, 1900. augusztus 10. – Pécs, 1961. március 23.) régész, a Baranya megyei múzeumok egykori főigazgatója. Zengővárkony és más híres lelőhelyek kutatója.

## Élete
Hétgyermekes szegény családból származott. Adóhivatalban adófőtisztként dolgozott, majd 31 éves korában betegesen Pécsváradra került. Egészsége helyreállítására és szabadideje kitöltésére sokat sétált. Azonban ez nem elégítette ki, így korábbi kedvtelése a régészet felé fordult. Pécsvárad ekkoriban régészeti szempontból felfedezetlen terület volt. Hosszas kutatás, kérdezősködés és terepbejárás után végül az Aranyhegyen gazdag őskori lelőhelyre bukkant 1934-ben. Ezután további lelőhelyekre és korábbi leletekre is fény derül, melyből magángyűjteményt állít fel. A pécsi múzeum akkori vezetése azonban, egy rövid zengővárkonyi ásatást leszámítva, nem érdeklődött a kutatásai iránt.
Egy ismerőse két táblányi leletet felvitt a Nemzeti Múzeumba, amelynek hatására összeismerkedett Tompa Ferenccel. A vele való találkozás hozta számára a felismerést, puszta ásatással munkája értéktelenné válik. Fülep Lajos református lelkész közbenjárására megnyílt számára a pécsi Egyetemi Könyvtár, így végre szakirodalomhoz és legfőképpen módszertani ismeretekhez jutott. Ezen időben módszertani hiányosságait pontossága pótolta.
A zengővárkonyi római kori temető feltárásánál már fényképeket is készített. A Nemzeti Múzeumnak tett jelentése után ismerkedett meg Paulovits Istvánnal, aki elismerően szólt munkájáról és támogatást ígért. Neve mindinkább ismertté válik, nemcsak a környékbeliek hanem a megye vezetői körében is, ami az ásatások némi anyagi támogatását is magával hozza. Felajánlották a pécsváradi vár bástyatornyának ún. páncélszobáját gyűjteménye elhelyezésére. Hogy a helyet valóban feltölthesse, a község és a vár életére vonatkozó iratokat szétválogatta és a pécsi levéltárhoz juttatta, valamint a környékbeliek segítségével a helyiségeket felújíttatta.
1935-ben későbbi munkatársaival tárja fel az első szebényi késő avar kori temetőt. Ezen ásatásba már bekapcsolódnak a Nemzeti Múzeum szakemberei is: Fettich Nándor, ill. László Gyula. Még az év őszén a szebényi második kora avar kori temető, ill. a kékesdi római kori temető sírjainak leletmentésébe is belekezd. Eközben Zengővárkonyban megtalálja az őskori telephez tartozó sírokat is. További ásatásokat végez Püspökszenterzsébet, Szilágy és Olasz határában, valamint a pécsváradi altemplomban.
A pécsváradi gyűjtemény fölött a Történeti Múzeum vállal patronáló szerepet, melynek hatására elérték, hogy a kultuszminisztérium támogassa a vártorony restaurálását. Ennek eredményeképpen további támogatásokat kapott és a "múzeum" elkezdi működését. Az épületegyüttes helyreállítása is folytatódott. A múzeum intézményi kereteinek létrehozására még 1936 decemberében felterjesztette javaslatát a vármegyének, mely szerint feltámasztanák a Pécs-Baranyai Múzeum Egyesületet, megyei múzeumot hoznának létre, annak hatáskörét pedig az egész megyére kiterjesztenék. Erre a megye is hajlandó, sőt Dombayt bízták volna meg a vezetésével, de ennek akadálya egyetemi végzettségének hiánya. 1936-ban a pécsváradi várban kiállítást rendezett be a leletekből.
A következő évben annak ellenére hogy Pécsnek már volt városi múzeuma, pécsváradi gyűjteményéből létrehozták a Baranya Vármegyei Múzeumot, melynek vezetőjévé Dombayt nevezték ki, azzal a kikötéssel, hogy 4 éven belül képesítést kell szereznie. Ennek Dombay eleget is tesz. Régészeti anyag ugyan itt nem kerül kiállításra az anyag hiányosságai miatt, de az 1940-es évekre már szűknek bizonyulnak a megyeháza által biztosított helyiségek. Az ő közbenjárására új épületet is vásároltak, de a háború következtében az épületeket hamar katonai célokra használták fel. Ennek hatására a múzeum anyaga lekerült a pincébe, Dombay pedig újbóli alapos leltározáshoz kezdett.
A háború után folytatta megkezdett ásatásait, valamint a megye, illetve szűkebb értelemben a pécsváradi járás avar és Árpád-kori leletanyagát veszi számba. A kutatás akkori hiánya miatt csupán néhány Árpád-kori lelőhelyet tudott közreadni ezen korokból, ennek ellenére tervszerűen kutatott újabbak után. Ezen felül a Pécs környéki római lelőhelyek kutatásának is figyelmet szentel. 1951-től haláláig a Janus Pannonius Múzeum igazgatója volt. Ekkoriban vetette fel a később róla elnevezett tó (Dombay-tó) ötletét Pécsváradon.

## Ásatásai

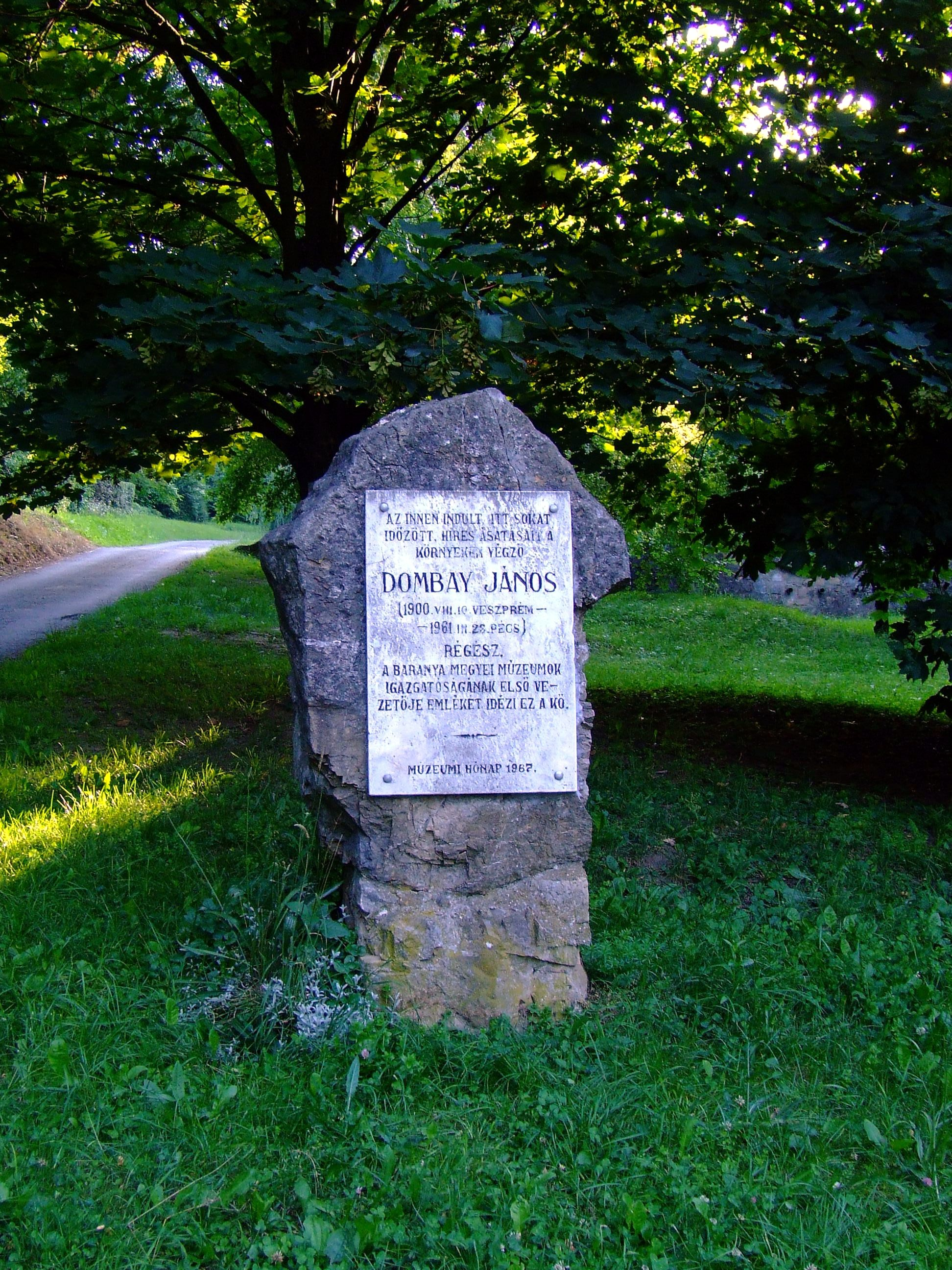
Emléktáblája a Dombay-tónál

- lengyeli kultúra (késő újkőkorszak - korai rézkor) : Zengővárkony
- bronzkor: Csúza
- római kori: Hosszúhetény, Kő, Máriakéménd, Meződ, Szentegyed , Szentlászló, Kékesd
- avar kori: Cselegörcsöny, Ellend, Gyód, Kékesd, Nagypall, Pécsvárad, Szellő, Erzsébet (régi neve Püspökszenterzsébet)
- Árpád kori: Ellend, Mekényes, Palotabozsok, Somogyvasas, Pécsvárad, Szilágy, Olasz

## Művei
- 1938 Das Neolithicum von Zengővárkony Kom. Baranya (Ungarn), Germania 22, 215-218.
- 1939 A zengővárkonyi őskori telep és temető, Arch. Hung. XXIX, 1-98.[2]
- 1940 Baranya vármegyei múzeum őskori agyagszobrai, Pécs Szab. Kir. Város Majorossy Imre Múzeumának 1939-40. évi Értesítője, 6-10.
- 1941 Régészet és történelem - Kutatási feladatok Baranyában, Sorsunk I, 225-238.
- 1942 A Városi Múzeum 1941. évi működése, Sorsunk III/2, 146-147.
- 1956 Der gotische Grabfund von Domolospuszta, JPMÉ 1956, 104-131.
- 1956 A Janus Pannonius Múzeum kialakulásáról, JPMÉ 1956, 184-192.
- 1958 Késő római temetők Baranyában, JPMÉ 1957, 181-330.
- 1958 Pécsvárad és környéke múltja, Baranyai Művelődés 1958 július, 84-90.
- 1959 Kőrézkori és kora vaskori település nyomai a pécsváradi Aranyhegyen. JPMÉ 1958, 58-102.
- 1960 Próbaásatás a villánykövesdi kőrézkori lakótelepen, JPMÉ 1959, 57-73.
- 1960 Die Siedlung und das Gräberfeld in Zengővárkony - Beiträge zur Kultur des Aenelithikums in Ungarn, Arch. Hung. XXXVII.
- 1961 Árpád-kori temetők Baranyában I - Ellend I és Ellend II, JPMÉ 1960, 135-158.
- 1962 Árpád-kori temetők Baranyában II - Somogyvasas, JPMÉ 1961.